# MOcean OTonVerlag
Der mOcean OTonVerlag ist ein Hörbuchverlag, gegründet 2003 von dem Verleger Robert Galitz, der seit 1987 den Dölling und Galitz Verlag in Hamburg und München leitet, und dem Publizisten und Hörfunkautoren Kurt Kreiler.

## Programm
Der Verlag hat ein breites Hörbuchprogramm in den Bereichen Literatur und Wissenschaft aufgebaut. Gemäß dem Verlagsnamen produziert mOcean große, möglichst vollständige Editionen, die vorzugsweise aus „Originaltönen“ wie Autorenlesungen, Vorträgen, Reden, und Gesprächen erarbeitet werden. Der Hörbuchverlag arbeitet mit mehreren Partnern in Vertrieb und Produktion zusammen, wozu auch die Wochenzeitung Die Zeit und der Zweitausendeins-Verlag gehören.

## Auszeichnungen
- Deutscher Hörbuchpreis 2009 zusammen mit Zweitausendeins in der Kategorie "Beste verlegerische Leistung"
- Preis der deutschen Schallplattenkritik 2008 zusammen mit Zweitausendeins für "Elsa Sophia Kamphoevener – Das Lachen der Shehezerade" und 2005 für "Gottfried Benn: Das Hörwerk 1928-1956"
- Hörbuchbestenliste des Hessischen Rundfunks: März 2008 zusammen mit Zweitausendeins für "Kurt Schwitters – Urwerk"; Hörbuch des Jahres 2004: zusammen mit Zweitausendeins: "Gottfried Benn – Hörwerk".